# مانو گاواسی
مانو گاواسی (انگلیسی: Manu Gavassi؛ زادهٔ ۴ ژانویهٔ ۱۹۹۳) وکالیست، ترانه‌سرا، و هنرپیشه اهل برزیل است. وی از سال ۲۰۰۹ میلادی تا کنون مشغول فعالیت بوده‌است.
از فیلم‌ها یا برنامه‌های تلویزیونی که وی در آن نقش داشته‌است می‌توان به دلیر و کمک، من دختر شدم اشاره کرد.